# NGC 3844
NGC 3844 је лентикуларна галаксија у сазвежђу Лав која се налази на NGC листи објеката дубоког неба.
Деклинација објекта је + 20° 1' 46" а ректасцензија 11h 44m 0,9s. Привидна величина (магнитуда) објекта NGC 3844 износи 14,0 а фотографска магнитуда 14,9. NGC 3844 је још познат и под ознакама UGC 6705, MCG 3-30-69, CGCG 97-97, PGC 36481.